# Bataille de Hollabrunn (1809)
Cinquième Coalition
Batailles
Campagne d'Allemagne et d'Autriche
- Sacile
- Teugen-Hausen
- Raszyn
- Abensberg
- Landshut
- Eckmühl
- Ratisbonne
- Neumarkt
- Radzymin (en)
- Caldiero
- Dalmatie
- Ebersberg
- Piave
- Malborghetto
- Linz (en)
- Essling
- Sankt Michael
- Stralsund
- Raab
- Gratz
- Wagram
- Korneuburg
- Stockerau
- Gefrees (en)
- Hollabrunn
- Schöngrabern (en)
- Znaïm
- Ölper

Batailles navales
- Martinique
- Sables-d'Olonne
- Île d'Aix
- Walcheren
- Lissa
- Pelagosa

Campagne de l'île Maurice
- Sainte-Rose
- Saint-Paul
- Île Bonaparte
- Grand Port
- Île de France
- Tamatave

Campagne d'Espagne
Rébellion du Tyrol
La bataille de Hollabrunn fut une opération d'arrière-garde menée le 9 juillet 1809 par le VIe Corps autrichien de la Kaiserliche Armee (armée impériale autrichienne) dirigée par Johann von Klenau contre les éléments du IVe Corps français de la Grande Armée d'Allemagne, sous le commandement d'André Masséna.
La bataille se conclut sur une victoire des Autrichiens. Masséna fut contraint de rompre le combat et d'attendre que ses divisions restantes viennent en renfort, mais le maréchal français put lors de cet événement rassembler des informations stratégiques cruciales sur les intentions des Autrichiens. 

## Contexte

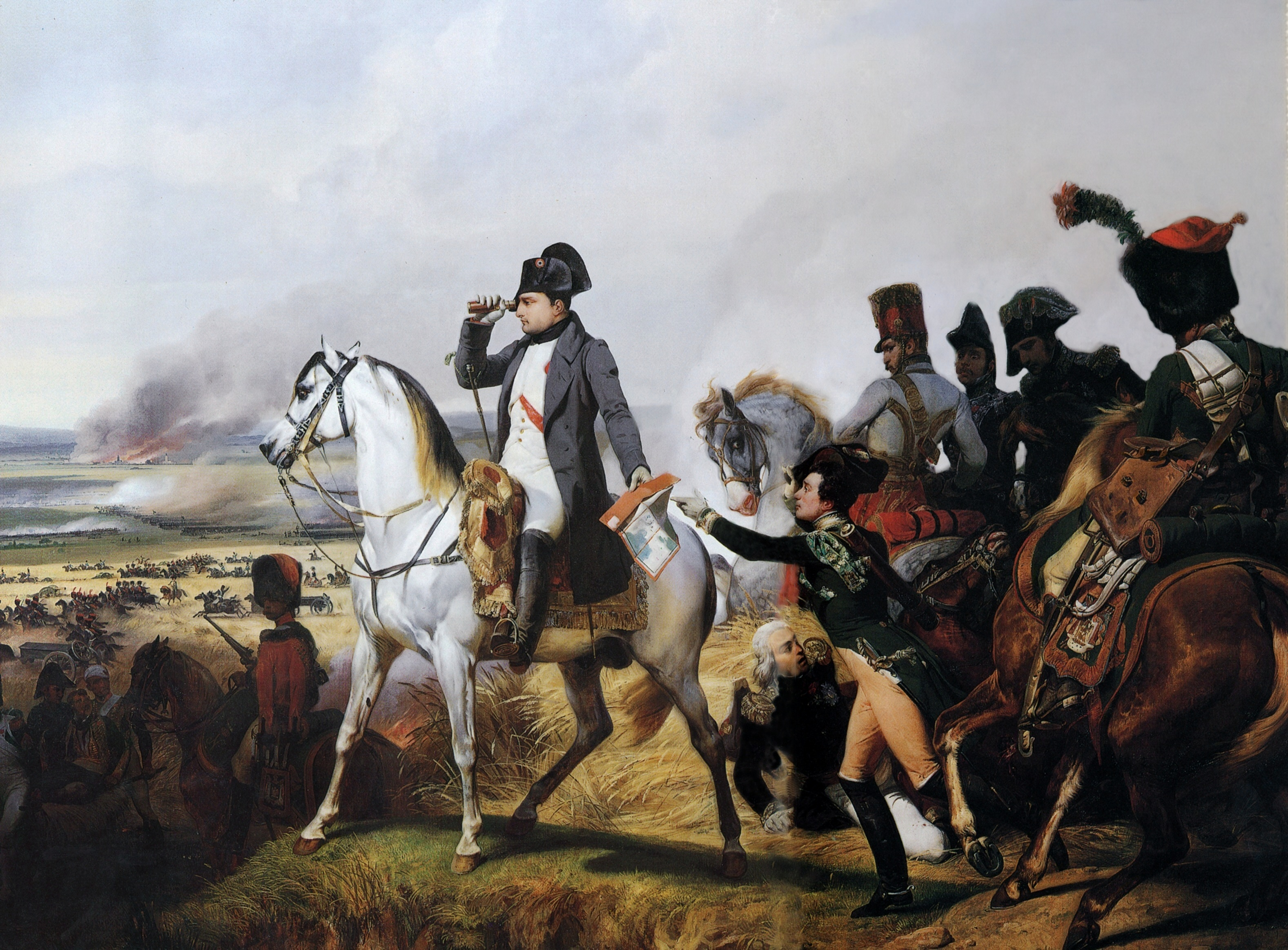
Bataille de Wagram, 6 juillet 1809, Horace Vernet.

La victoire française à la bataille de Wagram le 6 juillet 1809 contraignit le commandant de la Kaiserlich-königliche Hauptarmee, principale armée autrichienne, l'archiduc Charles d'Autriche-Teschen, à se retirer. Malgré la défaite, la retraite eut lieu en ordre. Les Français, commandés par Napoléon Ier, ne savaient pas exactement dans quelle direction se dirigeaient les Autrichiens qui se retiraient vers la Bohême, mais il était encore difficile de savoir si cette retraite s'opérait par la route de Brünn ou de Znaim. D'autres rapports envoyés par le général Louis-Pierre Montbrun indiquaient que les Autrichiens se retiraient réellement vers la Moravie. Masséna envoya des éclaireurs vers Krems et le district de Horn et put s'assurer que l'ennemi ne reculait pas dans cette direction, mais il ne fut pas en mesure de déterminer où ils se retireraient. Il fallut quelques jours à la France, après la bataille de Wagram, pour rassembler assez d’informations pour bien comprendre où allaient les Autrichiens. 
Le 8 juillet 1809, les choses commencent à se clarifier pour Napoléon, principalement grâce aux renseignements fournis par Auguste de Marmont, commandant du XIe Corps ainsi qu'à une série de combats menés par des éléments du Corps de Masséna contre le VI Korps dirigé par Klenau. Ces combats, combattus à Korneuburg et à Stocerau, permettent à Masséna d'informer Napoléon qu'une importante force autrichienne se retirait effectivement vers la Bohême,,.

## Bataille
Le commandant autrichien Klenau, avec une force initiale de 18 000 hommes et 64 canons, reçut l'ordre de retarder la poursuite française. Le 9 juillet 1809, Klenau décide de s'installer de nouveau, cette fois près de Hollabrunn, à environ 55 kilomètres au nord-ouest de Vienne. Après les escarmouches initiales, la force de Klenau était encore forte de 17 000 hommes et occupait maintenant une position forte. En face de lui, Masséna n'avait sous son contrôle immédiat que la 1re division du IVe Corps du général Claude Legrand, la cavalerie du Corps dirigée par le général Jacob François Marulaz et les cuirassiers de la 2e division de cavalerie lourde du général Raymond-Gaspard de Bonardi de Saint-Sulpice. Masséna engagea promptement Klenau tout en effectuant une reconnaissance complète du champ de bataille, ce qui lui permit d'écrire à l'empereur et de reconfirmer qu'aucun régiment autrichien ne se dirigeait vers Krems. Les attaques de Masséna ont d'abord été couronnées de succès, mais les Français furent repoussés par la contre-attaque de Klenau qui opposa, grâce à une résistance acharnée à toute nouvelle attaque.  Masséna, en infériorité numérique, est contraint d’interrompre le combat et d’attendre ses trois autres divisions d’infanterie, sachant que la division de Claude Carra-Saint-Cyr est à proximité, mais que celles de Gabriel Jean Joseph Molitor et de Jean Boudet demeurent beaucoup trop éloignés pour lui venir en aide,,. 

## Conséquences
Les pertes au cours du combat sont inconnues et bien qu'il se solda par une victoire de l'Autriche, la bataille de Hollabrunn permit à Masséna d'écrire à Napoléon pour l'informer qu'il suivait les Autrichiens, dont le corps principal se retirait le long de la rivière Thaya, près de Laa an der Thaya. Johann von Klenau sera par la suite récompensé par l'Ordre militaire de Marie-Thérèse pour ses actions lors de la bataille de Wagram et pour ses actions d'arrière-garde courageuses après cette dernière. Pendant ce temps, l'archiduc Charles d'Autriche-Teschen regroupa une importante force à Jetzelsdorf, sur la rivière Pulkau, mais qu'il fut contraint d'évacuer par la suite après avoir été informé qu'une force française s'approchait de Znaim par l'est.  
Le prochain (et dernier) combat majeur sera la bataille de Znaïm, à la suite de laquelle les Autrichiens sollicitèrent un armistice,,.